# Routiobacka
Routiobacka (finska: Routio) är stadsdel nummer 22 i Lojo stad i Finland. Stadsdelen ligger cirka 3 kilometer norr om Lojo centrum. Routiobacka gränsar till Fagernäs i söder, ån Väänteenjoki i öster och Hiidensalmi och Lojosjön i söder.
I Routiobacka finns ett höghusområde med många egnahemshus omkring höghusområdet. Postnummer och -ort i Routiobacka är 08500 Lojo men innan sammanslagningen av postort i Lojo var postnummer och postort 08350 Routiobacka.